# Radoje Sekulić
Radoje Sekulić, črnogorski general, * 23. november 1914, † ?.

## Življenjepis
Leta 1935 je postal član KPJ in leta 1941 se je pridružil NOVJ. Med vojno je bil politični komisar več enot.
Po vojni je bil politični komisar divizije, predavatelj na VVA JLA in VVPA JLA.